# Stefano De Donato
Stefano De Donato (Firenze, 16 giugno 1966) è un musicista italiano.

## Carriera
Dal 1989 Fondatore a componente dei Dirotta su Cuba in qualità di compositore, autore, bassista, arrangiatore e direttore di produzione artistico. 
Dal 1994 al 2001 realizza 4 dischi per la CGD East West (Warner) premiati con 3 “Disco d’Oro” e un “Disco di Platino”. 
Il gruppo partecipa a tutte le manifestazioni musicali nazionali di maggiore rilievo come San Remo nel 1997 con il brano “È andata così” e sei edizioni del Festivalbar.
Dal 1995 al 2001 partecipa a lunghe Tournée nazionali ed estere con la Band.
Nel 2016 in veste di produttore e arrangiatore oltre che di polistrumentista realizza per i Dirotta su Cuba il progetto “Studio Session vol.1” dove collabora con molti artisti, fra i quali Mario Biondi, Federico Malaman, Fabrizio Bosso, Gegè Telesforo, Neri per Caso, Riccardo Onori (Jovanotti) e Ridillo.
Al progetto segue un Tour di circa 70 date, nei Club di tutta Italia tra cui il prestigioso Blue Note dove si registrano numerosi sold out e la partecipazione al prestigioso Funky Night a Milano presso l’area Experience al fianco di Incognito, nel set dei Dirotta ospiti d'eccezione Mario Biondi e Fabrizio Bosso
Nel 2019 esce "Good Things", il primo brano in inglese della Band: un brano pop-funk con incursioni gospel ispirato da un viaggio a Londra compiuto dal gruppo alla ricerca delle proprie radici musicali e del proprio sound dove è stato realizzato anche un video.
Successivamente esce "Nothing Is Impossible", il brano che di fatto continua la nuova produzione in lingua inglese della band fiorentina. Questo pezzo apre una nuova possibile strada ai Dirotta Su Cuba, che continuano a fondere le sonorità funky che da sempre li contraddistinguono, gli arrangiamenti complessi ed estremamente ricchi tipici dei loro live alle nuove tendenze black delle produzioni d’oltreoceano, a cui sono molto sensibili.
Venerdì 28 febbraio 2020 esce "Thinking of You" (Dove Sei) brano che celebra il 25º anniversario di “Dove Sei” , storico brano dei Dirotta Su Cuba arricchito di nuove contaminazioni grazie al nuovo arrangiamento di Stefano De Donato e alla collaborazione con il rapper americano Sonny King.
Con i DSC partecipa a diversi concerti e iniziative Umanitarie fra la quali la collaborazione con Music 4 Love di Franco Nannucci : sarà proprio lui a dare il via ad una collaborazione che dal 2019 al 2021 porterà alla pubblicazione di numerosi lavori, di cui è autore, compositore, arrangiatore e produttore: 
- "Music4Love vol 1", la compilation, che passa da ambienti NuJazz a quelli più Wold, comprende la partecipazione di 30 musicisti provenienti dalle parti più disparate del Pianeta. È stato primo in classica ITunes per tre settimane. Grazie a questo album, ha vinto l'"Hollywood Grammy Awards", l'"Independent Grammy Awards", il premio "The Best Hip Hop European Song", il premio "The Best Brazilian Song of the Year"; 
- l'album "O'VISON", con cui vince 3 "Independent Grammy" e 1 "InterContinental Music Award"; 
"Roc Flower", che gli è valso 1 "Global Music Award"; 
- le collaborazioni con Denroy Morgan e Riky Kejy/Stewart Copeland (THE POLICE). 
Ha vinto il premio The Best Jazz Album da Jazziz Magazine (U.S.A.).
Dal 2011 al 2024 è stato produttore, compositore ed arrangiatore per "Alacran/Scorpion Records" (Londra, Regno Unito), lavorando con artisti del calibro di Kymani Marley, James Brown Jr, Tony "Ruption" Williams; Third World, SoulSoul, Donel, Max Gousse (Destiny's Child, Beyonce), Diego Amador (Path Metheny, Paco De Lucia), Nadine Rush e molti altri.

### Direttore di produzione
Dal 2005 al 2011 produce ed organizza numerosi eventi: 
- Sfilata per la presentazione della collezione di moda di Valeria Marini svoltasi a Roma nel 2010;
- Programmazione e direzione del personale del villaggio "il Bagaglino" di Porto Cervo;
- Programmazione e direzione del personale degli eventi svoltisi allo Stadio A. Franchi di Firenze nell'estate del 2010;

Dal 2008 collabora in veste di direttore tecnico e creativo nonché come direttore di produzione con la società I Love Disco organizzando gli eventi di maggiore spicco in Toscana. 
Dal 2010 dirige una WEB-TV fiorentina "ILOVEDISCOWEBCHANNEL" producendo anche format indirizzati ad alcuni dei maggiori canali nazionali.
Collabora dal 2008 ad oggi con la società "Florence Royal Wedding" rivestendo il ruolo di direttore del personale e direttore creativo per tutti gli eventi.

### Collaborazioni musicali
Nel 2021 appare in cartellone a fianco di Marcus Miller e Alain Caron al Namm di Lo Angeles come dimostratore per Mark Bass con cui collabora da molti anni.
Compone a produce il brano "Vida" per l'azienda colombiana BetJuego per la campagna pubblicitaria televisiva dell'azienda.
Suona il basso nell'album della cantante jazz inglese Sarah Jane Morris prodotto da Papik.
Nel 2020 è ospite d'eccezione all' Hendrix Day con il suo trio.
Suona il basso e alcune chitarre nell'album di Kristina Murrel prodotto da Sonny King che entra nella TopTen del prestigioso Billboard RNB Charts.
Collabora come bassista con il duo Bini e Martini per la realizzazione di importanti produzioni britanniche in ambito dance suonando nei remix del famoso dj Joey Negro.
Come autore firma insieme a Marco Ciappelli il singolo "In un giorno qualunque" dell’album di Noemi
Come produttore e DJ vince il contest per il remix di alcuni brani di Chiara Civello.
DJ Resident del Friday Cocktail del Four Season Hotel di Firenze.
Le collaborazioni artistiche sono state numerose, fra queste quella con l’armonicista Toots Thielemans, Defunkt, Freak Power, Ron, Alex Baroni, Carmen Consoli, Irene Grandi, il pianista Stefano Bollani, Riccardo Onori (Jovanotti), Giuseppe Milici, Keope, Demo Morselli Band, Nick The Night Fly ed altri.
Realizza campagne pubblicitarie per aziende leader sul mercato come Coca Cola e Omnitel.
Dirige la campagna pubblicitaria per una Tournée per la Gazzetta dello Sport a seguito del Giro d’Italia 2000 e una Tournée Street Ball per “Adidas”.
Collabora alla scrittura e alla produzione del disco di Micol Barsanti per l’etichetta SoleLuna di Jovanotti.

### Moda
Collabora nel settore moda con: Dolce e Gabbana, Calugi e Giannelli, Massimo Rebecchi, Sasch ed altri.
Organizza eventi legati alla manifestazione Pitti immagine uomo - Firenze.

### Insegnamento
Dal 1997 tiene stages per autori, compositori ed interpreti per la Regione Toscana, la Regione Lazio e presso il C.E.T (Centro Europeo Toscolano) fondato e diretto da Mogol.
Insegna inoltre storia della musica moderna internazionale (tratta il periodo che va dal 2001 ad oggi), comparando la lingua italiana con l’inglese e con lo spagnolo applicate alla scrittura dei testi delle canzoni.
Con la società "I Love Disco" tiene stage di organizzazione di eventi presso l'Università di Firenze.

### Social/radio
Conduce settimanalmente in diretta il programma radio "Make it Funky!" su Radio Dolomiti.
Da molti anni produce video/demo per molte aziende internazionali del settore musicale.
Nel 2020 durante il lockdown i suoi DJset+LiveBass ottengono ottimi ascolti sui social.
Dal 1995 al 2008 conduce saltuariamente programmi radiofonici specializzati sulla black music in diverse emittenti regionali.
Produzione di programmi radio per la stagione 2011/12 per l'emittente regionale RDF che riprendono il loro corso dallo Ottobre 2017

### Teatro
Attivo come compositore-autore anche per numerosi spettacoli teatrali.
Compone e realizza le musiche per numerose produzioni teatrali di Franco Piacentini e Pamela Villoresi.
Collabora x molti anni col Teatro Stabile di Firenze (teatro di Rifredi) come compositore e supervisore Musiche
Realizza colonne sonore per numerosi spettacoli teatrali diretti da Andrea Bruno Savelli
Collabora come compositore con la compagnia " I Giardini dell'arte" di Marco Lombardi

### Televisione
Dal 2018 Partecipa come Vocal Coach Ufficiale al programma Amici di Maria De Filippi.
Fra il 2001 ed il 2004 realizza le colonne sonore di alcune fiction per RAI2 insieme al chitarrista ed arrangiatore Lorenzo Piscopo.
Compone e realizza la campagna pubblicitaria SASCH per l’estate 2005, inclusi gli spot mondovisione per “Miss Italia" e "Miss Italia nel mondo”.
Nel corso del 2011 produce per la Toscana Film Commission e il Ministero della Pubblica Istruzione alcuni documentari con la partecipazione di Bob Sinclair, Linus e Albertino (Radio DeeJay), Frankie Knuckles.

### Web
Importante la sua attività sui vari social che lo portano a coprire il ruolo come Dimostratore nelle maggiori fiere specializzate d'Italia e d'Europa (Londra 2016 dove partecipa ad alcune jam con Ida Nielsen (Prince), A. Gouchet (Q Jones, Chacka Khan) e Federico Malaman.
Produce una serie di video didattici (tutorial) dei brani più famosi dei Dirotta su Cuba.

## Discografia
Il 23 settembre 2016, dopo 14 anni di assenza discografica, esce Studio Sessions Vol. 1 (F&P Group, Warner) che vede il grande ritorno della band simbolo del funky italiano in formazione originale.
L’album contiene una versione rivisitata del primo storico album Dirotta su Cuba e 6 inediti, nel segno di quelle sonorità funky e groovy che hanno reso popolare la band. Arrangiamenti e tonalità, ispirati alle acclamate performance live della band, rendono il sound ancora più energico e coinvolgente.
Accanto alle grandi hit come Gelosia e Liberi di liberi da troviamo quindi i nuovi singoli Sei tutto quello che non ho (feat. Max Mbassado') e Immaginarmi senza te; completa la tracklist il brano strumentale Dancing machine, raffinata rilettura del pezzo dei Jackson 5 del 1974.
Studio Sessions vol.1 è impreziosito dalla presenza di numerosi ospiti d’eccezione.
Mario Biondi con la sua voce inconfondibile duetta con Simona in Solo baci; i Neri per caso firmano la nuova intro di Gelosia; la tromba di Chiudo gli occhi è di Fabrizio Bosso; Gegè Telesforo partecipa con un solo di voce a Batti il tempo; in Dove sei la chitarra solista è di Riccardo Onori, storico chitarrista dei Dirotta, oggi attivo con Jovanotti; il leader dei Ridillo Bengi duetta in Noi siamo importanti; Federico Malaman stupisce con un solo di basso in Solo baci.

### Album
- 1994 Dirotta su Cuba
- 1996 Nonostante tutto...
- 1997 E’ andata così
- 2000 Dentro ad ogni attimo
- 2016 Studio Session vol. 1

### Singoli Dirotta Su Cuba
- 1994 Gelosia
- 1994 Solo baci
- 1995 Liberi di, liberi da / video
- 1995 Dove sei?
- 1995 Legami
- 1996 Sensibilità
- 1996 Ridere
- 1996 Tribù
- 1996 Io con te via da te
- 1997 È andata così
- 1997 Jesahel
- 1999 Bang! / video
- 2000 Dentro ad ogni attimo
- 2000 Notti d'estate / video
- 2000 In riva al mare

### Altri Singoli
- 2017 My love is real per Papik
- 2017 Real information per Papik
- 2011 In un giorno qualunque (autore e compositore) per NOEMI
- 2017 Rock with you per Hipster Groove